# 연대보증
연대보증(連帶保證)이란 보증인이 채권자에 대하여 주채무자와 연대하여 채무를 부담함으로써 주채무의 이행을 담보하는 보증채무의 일종이다. 연대보증에 있어서도 보증인은 주채무자의 채무를 보증하는 것이므로 내부적으로 그의 채무는 0이다. 다만 채권자와의 대외적 관계에서 보증인은 주채무자와 연대하여 채무를 부담한다. 부종성의 결과로서 주채무가 무효·취소 등으로 존재하지 않게 되면, 연대보증채무도 무효로 된다. 주채무의 변경에 따라 연대보증채무의 내용도 변경되고, 주채무가 소멸하는 경우에는 연대보증채무도 당연히 소멸된다. 또 연대보증채무는 그 목적이나 형태에 있어서 주채무보다 무거울 수 없다. 연대보증인은 주채무자의 항변권을 원용할 수 있다. 연대보증에는 보충성이 없다. 따라서 보통의 보증에서와 같은 최고·검색의 항변권이 없다. 연대보증은 채권자의 권리를 특히 강화시키는 데 특색이 있으며, 연대보증인이 여러 사람이 있는 경우에는 분별의 이익이 없다.

## 판례
내부관계에서는 실질상의 주채무자가 아닌 한 연대보증책임을 이행한 연대보증인에 대하여 당연히 주채무자로서의 구상의무를 부담한다고 할 수는 없다.

## 같이 보기
- 사채